# Cephus
Cephus is een geslacht van  echte halmwespen (Cephidae).

## Soorten
- C. brachycercus C.G. Thomson, 1871
- C. fumipennis Eversmann, 1847
- C. gracilis A. Costa, 1860
- C. infuscatus C.G. Thomson, 1871
- C. lateralis Konow, 1894
- C. nigrinus C.G. Thomson, 1871
- C. notatus Kokujev, 1910
- C. pseudopilosulus Dovnar-Zapolskij, 1926
- C. pulcher Tischbein, 1852
- C. pygmeus (Linnaeus, 1767) - graanhalmwesp
- C. rjabovi (Dovnar-Zapolskij, 1926)
- C. runcator Konow, 1896
- C. sareptanus Dovnar-Zapolskij, 1931
- C. spinipes (Panzer, 1800)
- C. zahaikevitshi Ermolenko, 1971